# Carla AB
Carla AB är ett svenskt företag som köper och säljer elbilar och laddhybridbilar online. Företaget är en av Sveriges största återförsäljare av begagnade laddbara personbilar.
Carla AB grundades 2022 av Patrik Illerstig och Niklas Jungegård. 2023 omsatte företaget drygt 668 miljoner kronor och hade ca 100 anställda. Grundarna utgör 2025 företagets ledning.

## Ägare
Företagets ägarlista toppades 2024 av grundarna Patrik Illerstig och Niklas Jungegård. Den största externa investeraren var Verdane. Bland övriga storägare återfanns Bonnier Capital, Luminar Ventures, Philian (Karl-Johan Persson), Inbox Capital och Sophie Stenbecks Max Ventures.